# Andries Pels
Andries Pels (Amsterdam, 1631 - Amsterdam, 1681) est un poète et dramaturge néerlandais. Il est l'auteur de plusieurs pièces de théâtre traduites et de livres sur le théâtre et la poésie.
En 1669, avec Lodewijk Meyer et d'autres, il fonde la société de poésie Nil Volentibus Arduum, dans laquelle il est l'un des principaux défenseurs du classicisme français. De 1678 à 1680, il est régent du théâtre de Van Campen, à Amsterdam.

## Biographie
Né à Amsterdam en octobre 1631 et baptisé le 19, Andries Pels est le troisième des huit enfants d'un riche marchand de sucre et de produits et des Indes orientales néerlandaises, Andries Pels (1591-1666), et de l'avocate Catharina Vegelmans (1599-1669), domiciliés au bord du Singel,,.

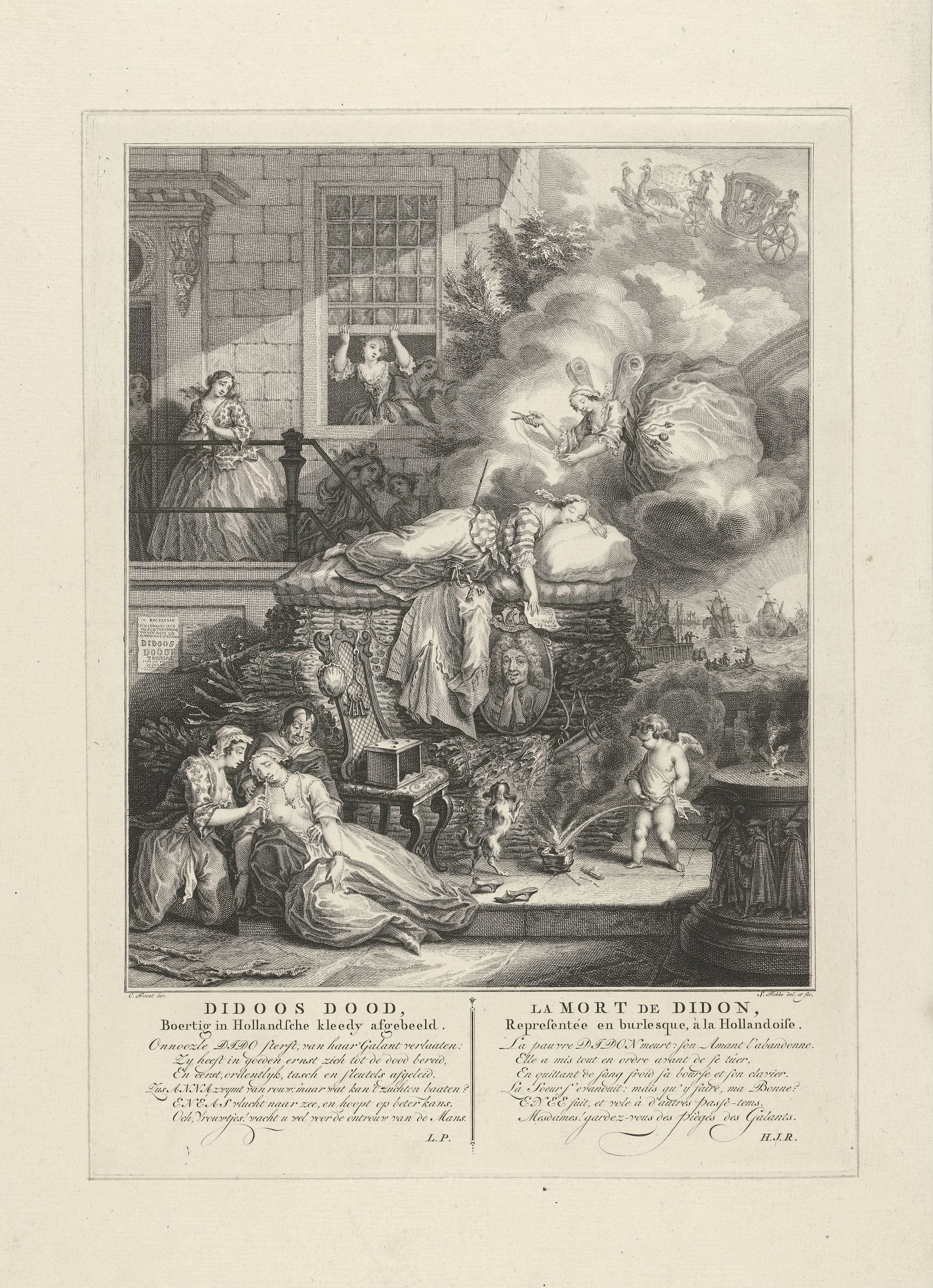
La Mort de Didon, Representée en burlesque, à la Hollandoise, illustration pour Didoos Dood, gravure de Simon Fokke (1758) d'après Cornelis Troost.

D'abord poète lyrique, Andries Pels publie certains de ses premiers poèmes dans les revues Het Eerste Deel van de Amsterdamse Mengel-moez (Amsterdam, 1658), et Hollantsche Parnas (Amsterdam, 1660),. On connaît aussi de lui des poèmes inclus dans d'autres œuvres, comme le Lauwer-stryt de Catharina Questiers (nl) et Cornelia van der Veer (nl) (Amsterdam, 1665).
En 1668, Andries Pels se fait connaître comme dramaturge avec deux ouvrages publiés à Amsterdam : Didoos Dood, une tragédie jouée avec des œuvres d'art et un recueil de poèmes sur Huygens, Vondel, Questiers (nl) et Snellinx (d) notamment ; et Julfus, une comédie dont les actes devaient servir à être joués après chacun des actes de Didoos Doot et d'une autre pièce, Aeneïs,,.
Ayant étudié le droit, il devient avocat de profession puis cofonde en 1669 la société de poésie Nil Volentibus Arduum (NVA) avec le dramaturge Lodewijk Meyer,. C'est à travers cette fonction qu'il acquiert sa notoriété, étant à la fois l'un des membres les plus méritants — il donne ses lettres de noblesse à l'institution — et les plus détestés. Initialement, des réunions ont eu lieu chez un éditeur sur le NZ Voorburgwal et sur le Singel, peut-être au domicile de Pels ; à partir de 1676, elles se font chez le peintre Gérard de Lairesse, artiste habitant alors au Nieuwmarkt, et qui a dessiné le logotype de la société. Govert Bidloo et Frans van Mieris s'y rendent régulièrement.[réf. souhaitée]
L'objectif principal de la société est d'améliorer la qualité de la scène en imposant des règles classiques françaises, c'est-à-dire en privilégiant un art idéaliste, en luttant contre le réalisme, et en rejetant plus généralement tout ce qui s'y oppose. Pour cette raison, il écrit le manuel pour poète Quentin Horatius Flaccus Dichtkunst (Poésie de Quintus Horace Flakku, 1677) et sa suite, le traité Gebruik en misbruik des toneels (Usage et abus du théâtre, 1681) en rimes, commandé par les bourgmestres Hudde et Van Beuningen. L'ouvrage constitue une défense de ce qu'ils estiment être du bon théâtre, d'une part une allocation aux opposants des spectacles « dépravés », d'autre part une tentative de garantir les revenus des pauvres (qui dépendent des recettes du théâtre). Selon lui, le théâtre ne doit pas s'intéresser à l'actualité ni interpréter des textes bibliques et qu'il doit avoir une valeur éducative. Pour ce faire, Pels s'inspire des trois Discours de 1660 de Pierre Corneille (Discours du poème dramatique, Discours de la tragédie, Discours des trois unités) ainsi que de la Pratique du Théâtre (1657) de l'abbé d'Aubignac. Pels estime que l'art doit être réglementé et attaque Rembrandt, le qualifiant de « pictor vulgaris » et de « premier [le plus notable] hérétique de la peinture » pour avoir refusé « de soumettre son célèbre pinceau aux règles »,,, et mentionne dans un poème « les seins flasques, les mains tordues [...] et les jarretières sur la jambe ».
Pels et les autres membres de Nil Volentibus Arduum s'opposent non seulement contre toute référence à la religion dans les œuvres de Vondel, mais surtout contre les spectacles de Jan Vos et les farces de Bredero, qui ont eu beaucoup de succès dans l'Amsterdamse Schouwburg. C'est une réaction au réalisme plat et burlesque : ils luttent pour l'opulence et la distinction et la propagation du spinozisme. « La douceur et la douceur, le vers lisse et poli, la grâce extérieure et la délicatesse de la forme [...] deviennent le summum de la poésie. » Pels déplore le déclin de la poésie et des formes de rimes boiteuses (nl) ; il invoque Vondel, Pieter Cornelisz. Hooft et Horace, qui fondaient leurs pièces sur l'unité de temps, d'action et de lieu. Les théories et les publications de NVA et de ses membres leur attirent des ennemis, en particulier Jan Vos et Joannes Antonides van der Goes (nl). Andries Pels est mentionné dans de nombreux pamphlets de l'époque, comme Poëtae Heautontimoroemenoi (Le poète, bourreau de soi-même), populaire à l'époque. Antonides van der Goes écrit vers 1677 la satire Marsyas, dans laquelle les rôles de Marsyas et d'Apollon sont respectivement représentés par Pels et Vondel, que l'auteur admire,,,. En 1872, Abraham Jacob van der Aa, estime dans son dictionnaire bibliographique Biographisch woordenboek der Nederlanden que Pels et sa société, cherchant à « égayer l'art de la poésie en copiant des règles étroites et des lois capricieuses, [a] produit exactement le contraire ». Ces règles ont néanmoins été suivies pendant plus d'un siècle, ce qui a selon lui à un appauvrissement de la qualité de la poésie, étant « naturellement tombée dans la fabrication mécanique des vers ».

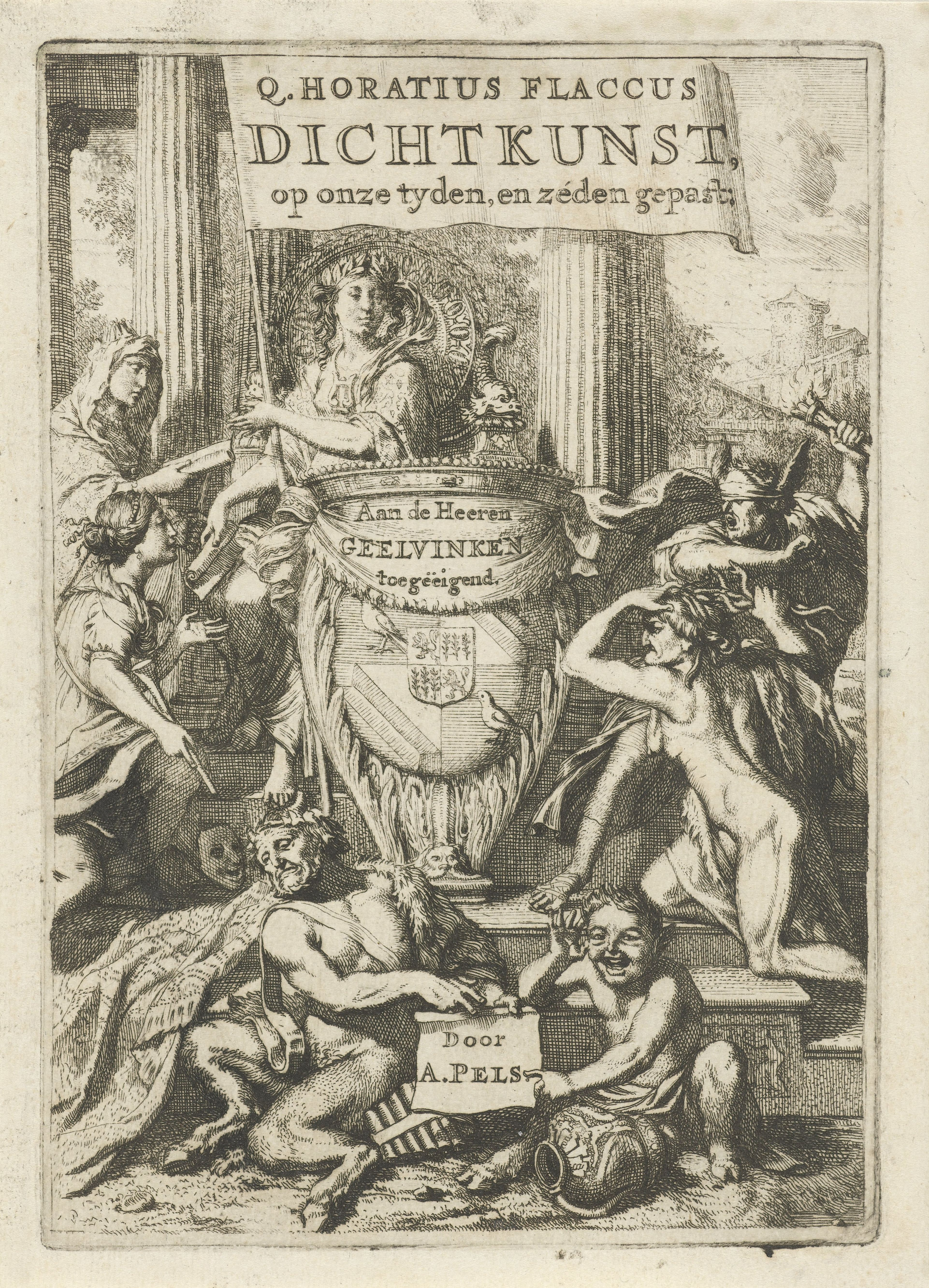
Armoiries de la famille Geelvinck entourées de figures allégoriques, notamment de la poésie, dans la page de titre de Quintus Horatius Flakkus Dichtkunst, gravure de Gérard de Lairesse exécutée entre 1675 et 1677.

Le théâtre de Van Campen rouvre en 1677 et la moitié des nouveaux directeurs sont sous l'influence de la NVA. Une nouvelle politique est mise en place sous l'impulsion de Joan Pluimer (nl), concernant l'interprétation d'œuvres de Govard Bidloo et l'opéra. Pels en est le directeur de 1678 à 1680,. Avec Lodewijk Meyer, Pels veut faire en sorte que la société NVA ait le même rôle et la même influence en Hollande que l'Académie française en France, Pels prenant Nicolas Boileau pour modèle. L'objectif est d'élever et d'épurer la langue et l'art sur la base de règles fixes sur la grammaire, la poésie et le théâtre. Pels se rend « particulièrement digne » de NVA ; il prononce un discours « tot veragtinge van 't misbruyk van de Mode » et édite plusieurs chapitres du Naauwkeurig Onderwijs in de Tooneel-Poëzy (Enseignement précis du théâtre et de la poésie, Leyde 1765).
Pels écrit en 1677 une libre adaptation de l'Ars Poetica d'Horace, intitulée Quentin Horatius Flaccus Dichtkunst op onze tijden, én zéden gepast. Écrit en vers communs, cet ouvrage et sa suite Gebruik en Misbruik des Toneels publiée quatre ans plus tard contiennent toutes les directives de l'époque et demeurent des ouvrages de références pendant plus d'un siècle. Pels écrit avec Willem Blaeu en 1679 sa pièce la plus célèbre, la pièce de mœurs Tieranny van Eigenbaat in het Eiland van Vrije Keur, d'après la pièce italienne La Tirannide dell'Interesse de Francesco Sbarra (1664), qui, selon plusieurs observateurs, aurait été dirigée contre le Prince et son parti, mais n'avait probablement pas d'objectif politique. Ses pièces restent longtemps à l'affiche.
Le théâtre ferme, et le NVA diversifie ses activités, en enseignant les langues. Pels collabore à divers projets communs de NVA, comme Naauwkeurig onderwys in de toneelpoëzy (entamé en 1669 commencé, 1671 achevé, mais publié seulement en 1765. À la demande des bourgmestres de Beuningen et de Budde en 1677, Willem Blaeu et Lodewijk Meyer (avec la collaboration d'Andries Pels entre autres) entreprennent la rédaction d'un art du discours, dont seule la première partie est achevée et publiée par G. van Papenbroek en 1728. Intitulé Verhandelingen van der Letteren Affinitas of verwantschap: van het gebruik der accenten of Toonen (Traités de littérature affinitaire ou apparenté : de l'usage des accents ou tons, etc.), cet ouvrage est surtout connu — et moqué — pour son accentuation de l'imparfait et du parfait « é » doux et du « ó » ouvert,.
En 1682, il écrit De Schilder door Liefde, blijspel, une comédie empruntée à Le Sicilien ou l'Amour peintre de Molière, mais selon lui « notablement améliorée » ; il adapte une autre pièce du dramaturge français : Le Médecin malgré lui (De dokter tégens dank),,. L'année suivante, Pels écrit avec Thomas Arents (d), qui porte Pels en très haute estime, qui « le préférait même à Vondel », la pièce Ifigenia d'après Iphigénie de Jean Racine, tandis que sa traduction de Bajazet, du même auteur, leur a également été commandée par la NVA, mais qu'Arents a éditée seul. En 1684, il écrit De verwaande Hollandsche Franschman, qu'il n'achève pas lui-même. Ses pièces sont restées longtemps à l'affiche. Trois suites successives à Tieranny van Eigenbaat... ont été écrites par des disciples, dont De Dood van Eigenbaat de Jan Pook (d), qui a été améliorée par Ysbrand Vincent (d) avant la publication et la renommée Ondergang van Eigenbaat (17O7), au grand dam de Pook. Son intérêt ne s'est pas limité à la présentation de pièces : il semble avoir travaillé avec le poète de théâtre Thom.
En janvier 1686, Hermannus Amya (nl) annonce que les directeurs du théâtre de Van Campen, parmi lesquels Pels, Meyer et Pluimer, ont brûlé ou falsifié les registres en 1680. Un mois plus tard, des témoins déclarent devant un notaire qu'à l'époque, les directeurs du théâtre s'étaient montrés honteux en couvrant les dépenses d'une garden-party sur le Keizersgracht, où de nombreuses femmes avaient été invitées et où des huîtres avaient été servies.
Andries Pels meurt célibataire à Amsterdam le 3 juillet 1681 et y est enterré le 6 juillet à la Oude Kerk,,.
Certains de ses poèmes lyriques ont été publiés de façon posthume : ses Minne-Liederen (chants d'amour) et Méngelzangen (chansons mélangées) ont été publiés en musique par Alb. Magnus, l'imprimeur de NVA, en 1717, avec un second volume également mis en musique. La plupart d'entre eux sont des scènes de ménestrel euphoniques ou des chansons intégrées tirées de l'une de ses pièces ou de pièces d'autres auteurs.

## Œuvre

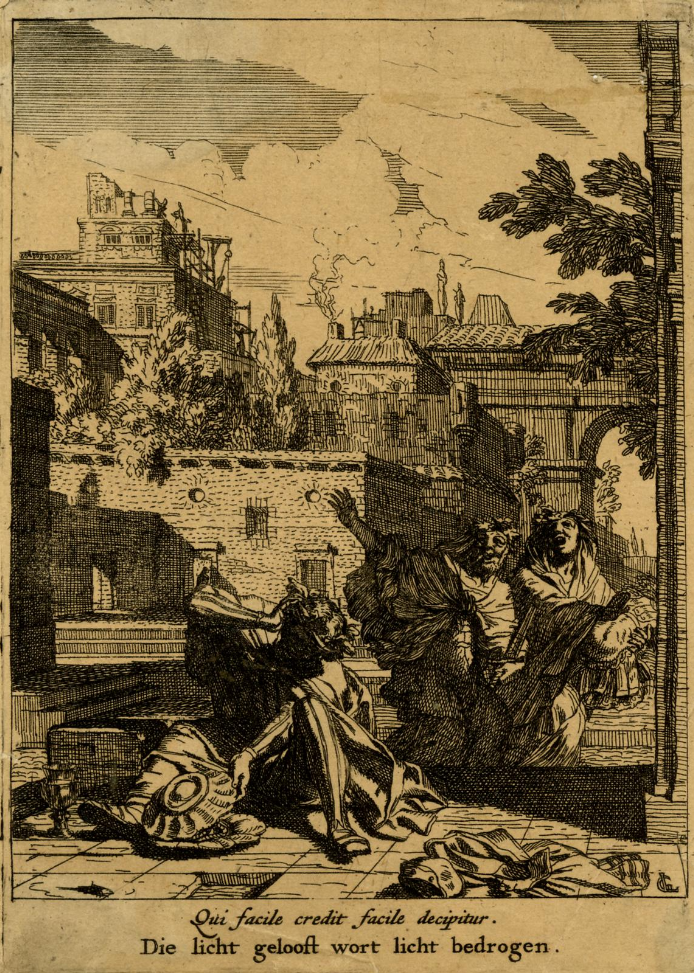
Qui facile credit facile decipitur (Celui qui croit facilement est facilement trompé), eau-forte de Gérard de Lairesse qui illustre Julfus, publié en 1668.

### Dont Pels est l'auteur
- Didoos Dood (1668)[p]
- Julfus (1668)[q]
- Naauwkeurig onderwys in de tooneel-poëzy (1669-1671)[r]
- Quentin Horatius Flaccus dichtkunst op onze tijden en zeden gepast (1677)[s]
- Tieranny van Eigenbaat in het eiland van Vrije Keur (1679)[t]
- Gebruik en misbruik des tooneels (1681)[u]
- De verwaande Hollandsche Franschman (1684)[v]
- Minneliederen en mengelzangen (1684)[w]

### Traductions par Pels
- De wanhebbelyke liefde de Philippe Quinault (1678)[x]
- Cinna de Pierre Corneille (1683)[y]

### Critiques par ses contemporains
Les directeurs de la NVA sont intransigeants avec les auteurs de leur époque, qui n'ont pas le loisir d'expérimenter librement avec les lois scéniques, la langue ou l'orthographe. D'abord proche d'eux, Joannes Antonides van der Goes (nl) s'en éloigne en raison d'un certain mécontentement, que l'on prend alors pour de l'envie. 
Il se moque de Pels dans Marsyas, avant de désapprouver publiquement, à l'occasion des funérailles de Vondel en 1679, le style d'écriture de Pels et de la NVA, qui, pour représenter certains sons, placent des barres obliques au-dessus des lettres du son. Antonides en remet une couche dans un poème lu par Joan Pluimer (nl) à son mariage, faisant à nouveau référence à Pels à travers le personnage de Marsyas.
En 1973, Schenkeveld-van der Dussen, en s'appuyant sur Wagenaar (1767), explique que les attaques de ses contemporains n'ont pas de conséquences sur la direction de la NVA, quoique susceptible, qui finit par avoir ses détracteurs à l'usure. Au même moment, elle publie un volume de chansons (gezangen) de Pels. En outre, il estime que « Pels et ses amis ont bien sûr servi le théâtre et les poètes par leurs écrits ». L'élève puis collaborateur de Pels, Thomas Arents (d) défend le poète contre « l'âne calomnieur » et le loue en tant que « réformateur du poème néerlandais ». Lors d'un poème funèbre à Antonides, Arents se montre tout de même conciliant, estimant que lui et Pels sont désormais réconciliés parmi les grands poètes grecs et latins.
À travers ces témoignages ainsi que ceux de Hoogstraten, Andries Pels apparaît clairement comme un personnage controversé, notamment pour un franc-parler et une propension à critiquer les autres largement réprouvés par ses contemporains.

## Postérité

### Historiographie
Les détails de la vie d'Andries Pels sont très peu connus. Aucun biographe contemporain n'a écrit sur lui, et David van Hoogstraten, qui l'a fait pour plusieurs de ses contemporains, n'aimait pas les dirigeants de la Nil Volentibus Arduum. Les premiers éléments connus proviennent d'un livre de Jan Wagenaar (nl) sur Amsterdam publié en 1767.
Johan Engelbert Elias (nl) apporte en 1905 quelques éléments complémentaires sur ses dates de baptême et de mort ainsi que sur la profession de son père, en plus d'un poème de Thomas Arents (d) à la mémoire de Pels. Arents a été l'élève de Pels, avant de travailler avec lui au théâtre, et s'est montré très reconnaissant envers lui,.